# 姜光孕
姜光孕（？—？），海州人，是一名清朝政治人物。贡生出身。
姜光孕曾于顺治十七年（1660年）接替郭允昌任延平府知府一职，顺治年间由李克似接任。